# Valdonia microcarpa
Valdonia microcarpa là một loài rêu trong họ Seligeriaceae. Loài này được (Mitt.) Ochyra mô tả khoa học đầu tiên năm 2003.